# Alexander Laas
Alexander Laas (ur. 5 maja 1984 w Hamburgu) – piłkarz niemiecki grający na pozycji lewego pomocnika.

## Życiorys
Laas jest wychowankiem klubu Niendorfer TSV wywodzącego się z dzielnicy Niendorf, z której Alexander pochodzi. W 2000 roku w wieku 16 lat podjął on treningi w Hamburger SV, a latem 2002 awansował do amatorskiej drużyny rezerw i w sezonie 2002/2003 zaliczył jeden występ w rozgrywkach Regionalligi. W sezonie 2003/2004 rozegrał już 21 meczów w lidze, a w sezonie 2004/2005 był już podstawowym zawodnikiem zespołu. Wtedy też 23 kwietnia 2005 zadebiutował w Bundeslidze meczem z Hansą Rostock (3:0). Rok później Laas był już członkiem pierwszej drużyny HSV i rozegrał w niej 5 ligowych meczów, mając niewielki udział w wywalczeniu 3. miejsca w lidze. W sezonie 2006/2007 grał jeszcze więcej – 21 spotkań pierwszoligowych, a także jeden mecz w rozgrywkach grupowych Ligi Mistrzów z CSKA Moskwa (3:2). Laas dobrze spisywał się zwłaszcza w drugiej części sezonu, gdy wspomógł drużynę w walce o utrzymanie, a ostatecznie zajął z nią 7. miejsce. Latem 2007 za 1,5 miliona euro Laas przeszedł z HSV do VfL Wolfsburg. W czasie letniego okienka transferowego został wypożyczony do Arminii Bielefeld na sezon 2008/09, a po zakończeniu rozgrywek powrócił do Wolfsburga. W 2010 roku został zawodnikiem RB Leipzig.
| Sezon   | Klub                  | Kraj   | Rozgrywki    | Mecze | Bramki |
| ------- | --------------------- | ------ | ------------ | ----- | ------ |
| 2002/03 | Hamburger SV amatorzy | Niemcy | Regionalliga | 1     | 0      |
| 2003/04 | Hamburger SV amatorzy | Niemcy | Regionalliga | 21    | 2      |
| 2004/05 | Hamburger SV          | Niemcy | Bundesliga   | 1     | 0      |
| 2004/05 | Hamburger SV amatorzy | Niemcy | Regionalliga | 30    | 4      |
| 2005/06 | Hamburger SV          | Niemcy | Bundesliga   | 5     | 0      |
| 2005/06 | Hamburger SV amatorzy | Niemcy | Regionalliga | 17    | 3      |
| 2006/07 | Hamburger SV          | Niemcy | Bundesliga   | 21    | 1      |
| 2006/07 | Hamburger SV amatorzy | Niemcy | Regionalliga | 3     | 1      |
| 2007/08 | VfL Wolfsburg         | Niemcy | Bundesliga   | 4     | 0      |
| 2008/09 | Arminia Bielefeld     | Niemcy | Bundesliga   | 4     | 0      |
| 2009/10 | VfL Wolfsburg         | Niemcy | Bundesliga   | 0     | 0      |
| 2010/11 | RB Leipzig            | Niemcy | Regionalliga |       |        |